# كتابة إبداعية

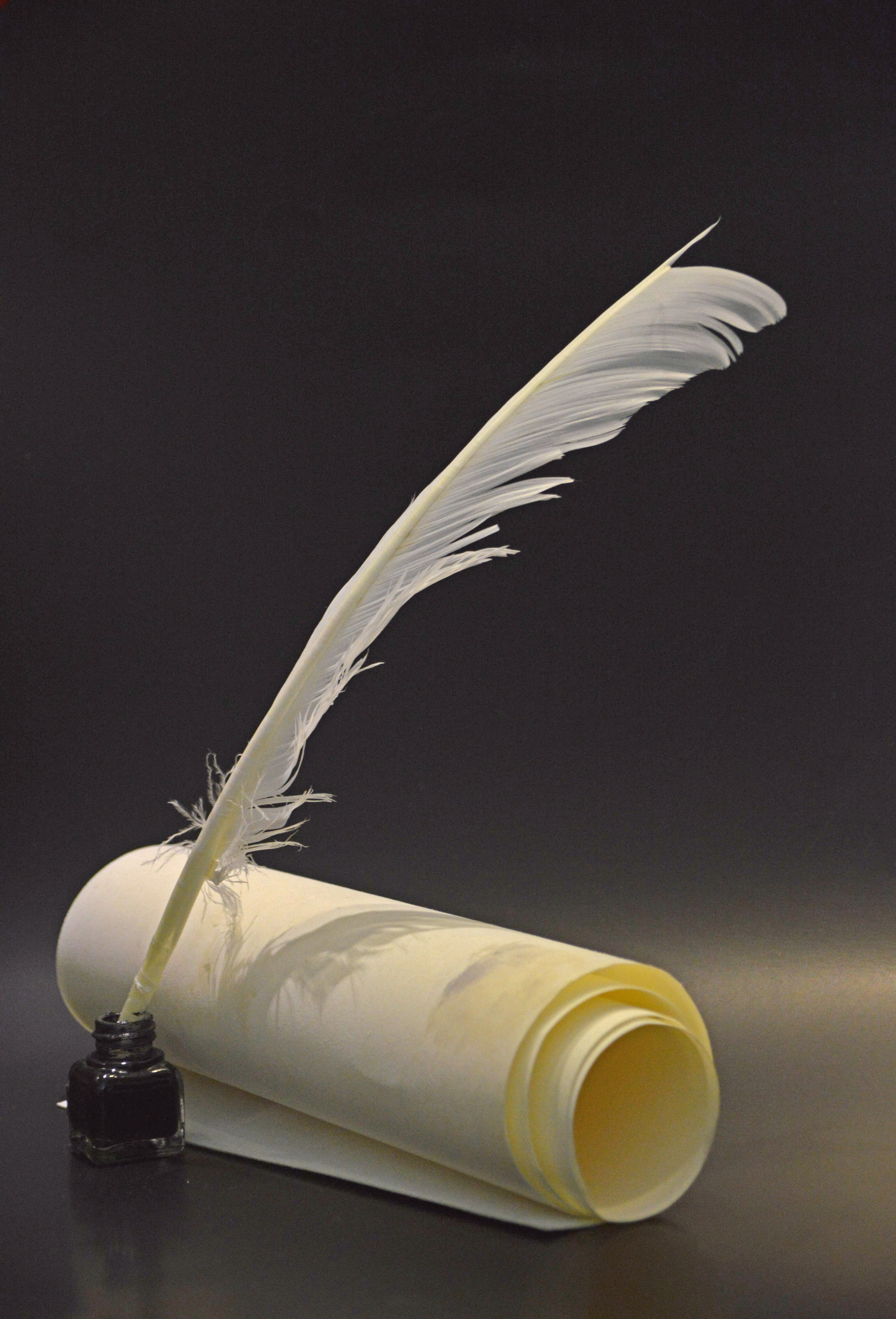

الكتابة الإبداعية هي تعبير عن الرؤى الشخصية، وما تحتويه من انفعالات، وما تكتشف
عنه من حساسية خاصة تجاه التجارب الإنسانية. فالكتابة الإبداعية ابتكار وليس تقليد، وتأليف
لا تكرار، تختلف من شخص لآخر حسب ما يتوفر لكلٍ من مهارات خاصة، وخبرات سابقة،
وقدرات لغوية، ومواهب أدبية، وهي تبدأ بالفطرة، ثم تنمو بالتدريب والاطلاع.

## أنواعها
في هذا الموضوع ثلاثة أنواع من الكتابة الإبداعية؛ 
- أولاً: كتابة الفقرة؛ تعريفها، شكلها وحجمها، والبناء الداخلي لها، فضلاً عن الروابط المعنوية واللفظية

في الفقرة والشروط الواجب توافرها في الفقرة الجيدة.
- ثانيا: كتابة الخاطرة؛ تعريف الخاطرة، وخصائصها الفنية، ونذكر نموذجين للخاطرة.
- ثالثاً: كتابة المقالة؛ تعريفها على خطوات كتابة المقالة، وشروطها. وهناك نموذج

لمقالة تحدثت عن كيفية قياس الوقت على مر الزمن.

## تعريف الفقرة
هي مجموعة من الجمل المترابطة والمتسلسلة، التي تتناول فكرة رئيسية واحدة
أو معنى من المعاني، أو هي مجموعة جمل مترابطه تعبر عن موضوع واحد أو جزء
منه أو تكون جزءاً من مقالة تتكون من عدة فقرات، أو جزءاً من بحث أو كتاب.
ينبغي لكاتب الفقرة أن يحسن اختيار المفردات اللغوية الصحيحة، ويكتبها كتابة سليمة
خاصة من جهة الإملاء؛ لأن المفردة هي الوحدة الصغرى في كتابة الفقرة. يتلو اختيار
اللفظة الصحيحة أن تكون الجملة السليمة في نحوها وتركيبها، ومعناها لتتكون من
خلال ترابط هذه الجمل وتسلسلها لفظاً ومعنى الفكرة الواحدة التي تشكل بدورها الفقرة
الواحدة.

## تعريف الخاطرة
إن الخاطرة قطعة نثرية قصيرة جداً؛ تطرأ في ذهن كاتبها عرضاً فتكون
آنية، مكثفة؛ فالخاطرة إذن ليست فكرة ناضجة وليدة زمن بعيد، بل هي
مجرد لمحة، وليست الخاطرة كالمقالة مجالاً للأخذ والرد، ولا هي تحتاج
إلى الأسانيد والحجج القوية لإثبات صدقها. وهذه الخاطرة شاعت في
الصحافة الحديثة، نراها - تحديداً - في أعمدة أو أنصاف أعندة الزوايا.
وغالباً ما تكون عناوينها براقة، لافته للنظر مثل: «ومضة»، «كلمة»،
«على الماشي»، «نحو النور»، «ما قل ودل» وهذا النوع من الكتابة
الصحفية يحتاج فيها الكاتب إلى الذكاء وقوة الملاحظة. إذ إن أهمية
الخاطرة تأتي من أنها تستطيع أن تشد انتباه القارئ إلى الأشياء الصغيرة
من حولنا التي لها دلالات كبيرة.